# Hang Cool Teddy Bear
Hang Cool Teddy Bear – dziesiąty solowy album studyjny Meat Loafa i jednocześnie czwarty bez ani jednej piosenki Jima Steinmana.
Producentem krążka jest Rob Cavallo. Wśród osób występujących na płycie są m.in. Kara DioGuardi, Patti Russo, Jack Black, Brian May, Steve Vai, Justin Hawkins, Hugh Laurie.
Album został wydany w wersji Deluxe z dodatkowym CD – "Casa De Carne: Live Album" zawierającym piosenki (choć nie wszystkie) z trasy koncertowej z 2008 roku. Ponadto wyszła też wersja Super Deluxe z dodatkowo m.in. DVD zawierającym wywiad z Robem Cavallo.
Pierwszym singlem (do którego nakręcono również teledysk) został utwór "Los Angeloser" wydany 5 kwietnia 2010 roku. Jako strona B, singiel ten zawiera piosenkę "Boneyard" z gościnnym występem Pearl Aday.
Drugim singlem został utwór "If I Can't Have You" z duetem z Karą DioGuardi. Jako strona B singiel ten zawiera piosenki: "Don't Get Me Going" oraz utwór na żywo "Hot Patootie (Bless My Soul)" (nagrany podczas koncertów Meata w 2010 roku w USA).

## Opis albumu
Trzynaście ścieżek tworzy wizje rannego żołnierza dotyczące jego możliwej przyszłości (oraz kobiety, z którą chciałby być).

## Lista piosenek
1. Peace On Earth (Rick Brantley) – 6:38
2. Living On The Outside (Rick Brantley) – 5:03
3. Los Angeloser (James Michael) – 4:09
4. If I Can't Have You (Kara DioGuardi, Paul Freeman, Raine Maida) – 5:00 – duet z Karą DioGuardi
5. Love Is Not Real / Next Time You Stab Me In The Back (Rob Cavallo, Justin Hawkins, Meat Loaf, Eric Sean Nally) – 7:33
6. Like A Rose (Kevin Kadish, Jake Scherer) – 3:16 – duet z Jackiem Blackiem
7. Song Of Madness (Rick Brantley, Meat Loaf, Jamie Muhoberac) – 5:31
8. Did You Ever Love Somebody (Marsha Malamet, Liz Vidal) – 4:01
9. California Isn't Big Enough (Hey There Girl) (Justin Hawkins, Eric Sean Nally) – 4:43
10. Running Away From Me (Jon Foreman) – 3:54
11. Let's Be In Love (Gregory Becker, John Paul White, Mathius Wollo) – 5:11 – duet z Patti Russo
12. If It Rains (Jaren Johnston, Neil Mason) – 3:56
13. Elvis In Vegas (Desmond Child, Billy Falcon, Jon Bon Jovi) – 6:01

### Lista piosenek z dodatkowego CD – "Casa De Carne: Live Album"
1. I Want You So Hard (Boy's Bad News) – Helsinki Ice Hall, Finlandia – (Eagles of Death Metal) – 3:09
2. If It Ain't Broke (Break It) – Notting Arena, Wielka Brytania – (Jim Steinman) – 4:59
3. Blind As A Bat – Blickling Hall, Norfolk, Wielka Brytania – (Desmond Child, James Michael) – 6:21
4. Amnesty Is Granted – Zitadelle Spandau, Berlin, Niemcy – (Sammy Hagar) – 5:11
5. Rock And Roll Dreams Come Through – Stadtpark, Hamburg, Niemcy – (Jim Steinman) – 7:34
6. I’d Do Anything for Love (But I Won’t Do That) – The Marquee, Cork, Irlandia – (Jim Steinman) – 10:01
7. Two Out Of Three Ain't Bad – Chevrolet Centre, Youngstown, Ohio, USA – (Jim Steinman) – 6:25
8. Bat Out Of Hell – United Palace Theatre, Nowy Jork, USA – (Jim Steinman) – 12:51
9. Roadhouse Blues / Why Don't We Do It In The Road – Bergenshallen, Bergen, Norwegia – (The Doors & John Lennon / Paul McCartney) – 9:29

## Twórcy
- Meat Loaf — wokal prowadzący
- Paul Crook – gitara
- Randy Flowers – gitara, wokal wspierający
- James Michael – gitara, wokal wspierający
- Rick Brantley – gitara, wokal wspierający
- Tim Pierce – gitara
- Rob Cavallo – gitara
- Chris Chaney – gitara basowa
- Kasim Sulton – gitara basowa, wokal wspierający
- John Miceli – perkusja
- Jamie Muhoberac – keyboard
- Carolyn "C.C." Coletti-Jablonski – wokal wspierający

### Gościnnie na płycie
- Patti Russo: duet w "Let's Be In Love"
- Kara DioGuardi: duet w "If I Can't Have You"
- Hugh Laurie: Pianino w "If I Can't Have You"
- Jack Black: duet w "Like A Rose"
- Justin Hawkins: Gitara, Chórek
- Brian May: Gitara w "Love Is Not Real"
- Steve Vai: Gitara w "Love Is Not Real" oraz w "Song Of Madness"